# John Lyly

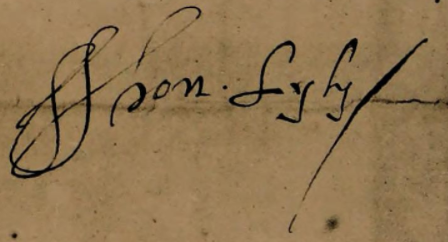
Assinatura de john Lyly.

John Lyly (Kent, c. 1553 — Londres, 1606) foi um romancista e dramaturgo inglês.
Tornou-se conhecido com a publicação de Eupheus ou A anatomia do espírito, em 1579, romance em que lançou o eufuísmo: combinação exata das palavras, com cadênciam aliterações, antíteses e, eventualmente, a utilização um pouco abusiva das figuras de linguagem.
Na época, e eufuísmo tinha por finalidade mostrar a flexibilidade da Inglês, que poderia ser comparada às línguas grega e latina. Esse estilo serviu de modelo para a prosa de shakespereana.
A temática do romance era a colônia italiana em Londres, com ataques ao sistema de educação londrino e também às mulheres. Diante dos protestos dirigidos contra sua primeira obra, Lyly compôs, em 1580, Euphes e a Inglaterra, onde exalta as mulheres inglesas e a Rainha Elizabeth.
Em 1583, Lyly começou a escrever comédias mitológicas, algumas das quais foram representadas na corte pelas crianças do coro da capela real e da Catedral de São Paulo: Alexandre e Campaspe, Safo e Faon (1583), Endimião (1586/87), Galatéia (1584), A metamorfose do amor e Mídias(1589), A mulher na lua (1594).
Nestas peças, acorbertado por lendas gregas da época clássica, narra acontecimentos da corte inglesa. Em 1589, Lyly foi eleito deputado no Parlamento e reeleito três vezes. até 1601. Publicou também um libelo contra os puritanos: Pappe with a Hatchet, em 1589.
A obra de Lyly é parte fundamental literatura e do teatro da Inglaterra elisabetana.